# Zealantha thorpei
Zealantha thorpei är en tvåvingeart som beskrevs av Rohacek 2007. Zealantha thorpei ingår i släktet Zealantha och familjen sumpflugor. Inga underarter finns listade i Catalogue of Life.

## Bildgalleri

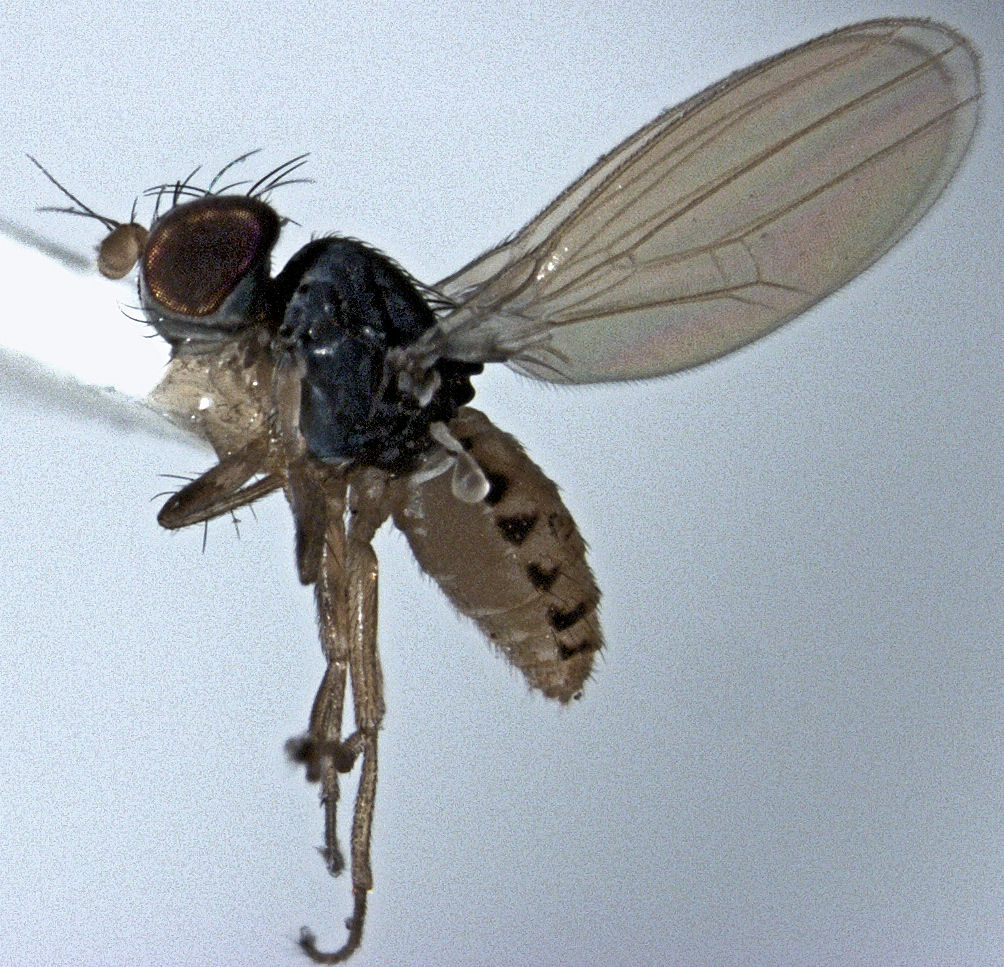
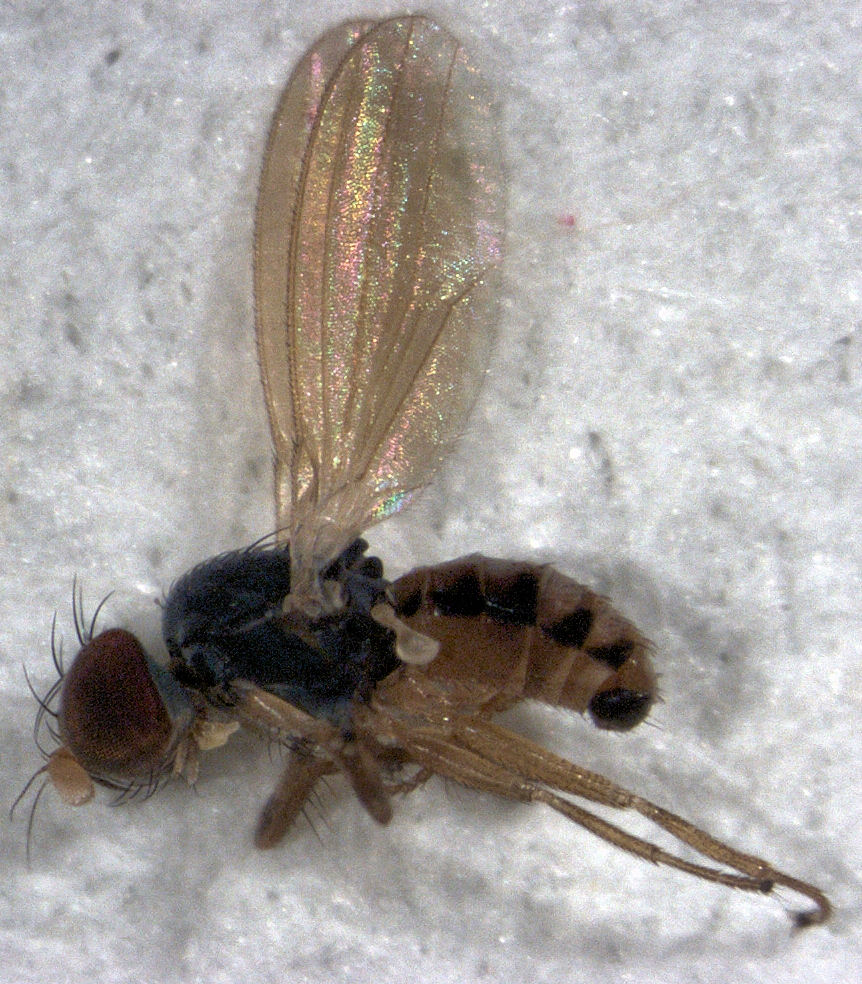
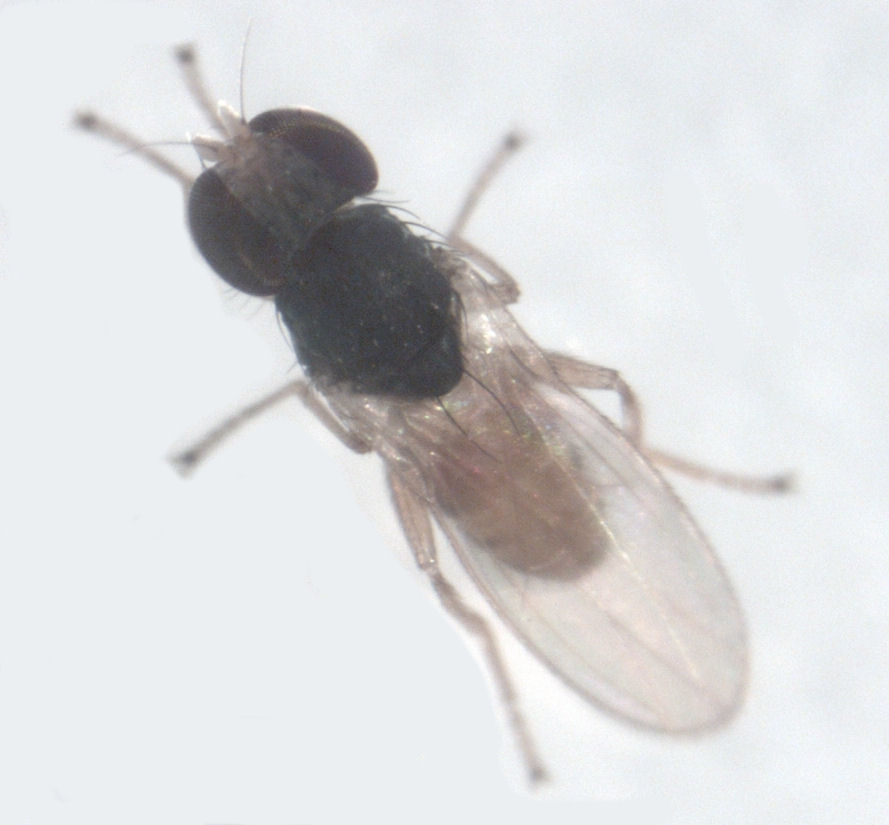